# 13 مايو
- السبت
- الأحد
- الاثنين
- الثلاثاء
- الأربعاء
- الخميس
- الجمعة

- 2628 شوال 1446  هـ
- 2729 شوال 1446  هـ
- 2830 شوال 1446  هـ
- 291 ذو القعدة 1446  هـ
- 302 ذو القعدة 1446  هـ
- 13 ذو القعدة 1446  هـ
- 24 ذو القعدة 1446  هـ
- 35 ذو القعدة 1446  هـ
- 46 ذو القعدة 1446  هـ
- 57 ذو القعدة 1446  هـ
- 68 ذو القعدة 1446  هـ
- 79 ذو القعدة 1446  هـ
- 810 ذو القعدة 1446  هـ
- 911 ذو القعدة 1446  هـ
- 1012 ذو القعدة 1446  هـ
- 1113 ذو القعدة 1446  هـ
- 1214 ذو القعدة 1446  هـ
- 1315 ذو القعدة 1446  هـ
- 1416 ذو القعدة 1446  هـ
- 1517 ذو القعدة 1446  هـ
- 1618 ذو القعدة 1446  هـ
- 1719 ذو القعدة 1446  هـ
- 1820 ذو القعدة 1446  هـ
- 1921 ذو القعدة 1446  هـ
- 2022 ذو القعدة 1446  هـ
- 2123 ذو القعدة 1446  هـ
- 2224 ذو القعدة 1446  هـ
- 2325 ذو القعدة 1446  هـ
- 2426 ذو القعدة 1446  هـ
- 2527 ذو القعدة 1446  هـ
- 2628 ذو القعدة 1446  هـ
- 2729 ذو القعدة 1446  هـ
- 281 ذو الحجة 1446  هـ
- 292 ذو الحجة 1446  هـ
- 303 ذو الحجة 1446  هـ
- 314 ذو الحجة 1446  هـ
- 15 ذو الحجة 1446  هـ
- 26 ذو الحجة 1446  هـ
- 37 ذو الحجة 1446  هـ
- 48 ذو الحجة 1446  هـ
- 59 ذو الحجة 1446  هـ
- 610 ذو الحجة 1446  هـ

13 مايو أو 13 أيَّار أو 13 مايس أو 13 نوَّار أو يوم 13 \ 5 (اليوم الثالث عشر من الشهر الخامس) هو اليوم الثالث والثلاثون بعد المئة (133) من السنوات البسيطة، أو اليوم الرابع والثلاثون بعد المئة (134) من السنوات الكبيسة وفقًا للتقويم الميلادي الغربي (الغريغوري). يبقى بعده 232 يوما لانتهاء السنة.

## أحداث
- 1110 - القوات الصليبية تحتل مدينة بيروت التي أطلقوا عليها اسم «جوتييه» وعاثوا فيها فسادًا وارتكبوا مذابح مروّعة فيها، حيث كان سكانها خليطاً من المسلمين والمسيحيين، وقد حوصرت بيروت لمدة 11 أسبوعًا حتى سقطت عندما تمكّن اليأس من المدافعين عنها وعلى الرغم من حصول سكانها على وعد بالأمان من الملك بلدوين مقابل فتح أسوارها أمام قواته إلا أنه أخلف وعده وانطلق جنوده يقتلون السكان حتى امتلأت الشوارع بالدماء.
- 1397 - أشيكاغا يوشي-ميتسو يبني معبد كينكاكو-جي.
- 1703 - الروس يحتلون مصب نهر نيفا ويضعون أساس مدينة سانت بطرسبرغ.
- 1805 - عمر مكرم يقود ثورة شعبية ضد تعسف الوالي العثماني خورشيد باشا، وقد نجحت هذه الثورة في إقصائه عن الحكم واختيار محمد علي باشا واليًا على مصر.
- 1809 - الفرنسيون بقيادة نابليون بونابرت يستولون على العاصمة النمساوية فيينا.
- 1888 - البرازيل تحرم العبودية والمتاجرة بالعبيد.
- 1943 - القائد العام للقوات الفرنسية في أفريقيا الجنرال جيرو يصدر أمرًا بإقصاء الباي التونسي محمد المنصف عن منصبه بعد اتهامه بالتعاون مع الألمان ضد الحلفاء خلال الحرب العالمية الثانية.
- 1948 - إعلان الأحكام العرفية في مصر بسبب حرب فلسطين.
- 1958 - الجيش الفرنسي يقوم بحركة تمرد في الجزائر على السلطة المركزية في باريس بدعم من المستعمرين الذين ألّفوا لجنة للأمن العام طالبت بالدمج التام بين الجزائر وفرنسا، ولم تنتهٍ حركة العصيان إلا بعد وصول شارل ديغول إلى رأس السلطة في 1 يونيو 1958 وسقوط الجمهورية الرابعة وقيام الجمهورية الخامسة.
- 1965 - جمال عبد الناصر يقطع العلاقات الدبلوماسية مع ألمانيا الغربية وذلك لإقامتها علاقات دبلوماسية مع إسرائيل.
- 2004 - انتخاب سونيا غاندي رئيسة لوزراء الهند وذلك بعد فوز حزب المؤتمر الوطني الهندي الذي ترأسه في الانتخابات، إلا أنها تراجعت عن توليها المنصب بتاريخ 18 مايو ولذلك بسبب الاحتجاجات التي أتت بعد الترشح وذلك كونها من أصول إيطالية.
- 2008 - أصدر الرئيس الروسي دميتري مدفيديف مرسوما بتعيين أركادي دفوركوفيتش مساعدا للرئيس الروسي وممثلاً للرئيس الروسي في مجموعة الثماني.
- 2011 - الرئيس الأمريكي باراك أوباما يعلن عن استقالة مبعوث السلام في الشرق الأوسط جورج ميتشل، ويعيّن نائبه ديفيد هيل خلفًا مؤقتًا له.
- 2014 - انفجارٌ في منجمٍ للفحم الحجري في تُركيا يودي بحياة أكثر من 200 عامل.
- 2015 -
  - رئيس بوروندي بيير نكورونزيزا يتم الانقلاب عليه من قبل الجيش عندما كان في زيارة إلى تنزانيا، ولكن يفشل هذا الإنقلاب في 15 مايو.
  - مقتل 45 شخصًا على الأقل في هجوم مسلح على حافلة في كراتشي أكبر مدن باكستان.
  - افتتاح مهرجان كان السينمائي 2015 في فرنسا.
- 2016 - مقتل مصطفى بدر الدين القيادي البارز في حزب الله اللبناني قرب مطار دمشق الدولي.
- 2025 - الرئيس الأمريكي دونالد ترمب يُعلن في منتدى الاستثمار السعودي الأمريكي في الرياض رفع جميع العقوبات عن سوريا بعد سقوط نظام الأسد.

## مواليد
- 677 - محمد بن علي الباقر، الإمام الخامس عند الشيعة.
- 1160 - ابن الأثير الجزري، أحد كبار المؤرخين المسلمين.
- 1730 - ماركيز روكنغهام، رئيس وزراء المملكة المتحدة.
- 1840 - ألفونس دوديه، أديب فرنسي.
- 1857 - رونالد روس، طبيب إنجليزي حاصل على جائزة نوبل في الطب عام 1902.
- 1882 - جورج براك، رسام فرنسي.
- 1928 -
  - سميحة توفيق، ممثلة مصرية.
  - إنريكي بولانيوس، رئيس نيكاراغوا.
- 1938 - جوليانو أماتو، رئيس وزراء إيطاليا.
- 1939 - هارفي كيتل، ممثل أمريكي.
- 1940 - بروس شاتوين، روائي إنجليزي.
- 1950 - ستيفي وندر، مغني أمريكي.
- 1951 - وجنات الرهبيني، ممثلة سعودية.
- 1952 - نزار أبو حجر، ممثل سوري.
- 1956 -
  - كيرك ثورنتون، ممثل أداء صوتي أمريكي.
  - بيرند فورستر، لاعب كرة قدم ألماني.
- 1957 - ألان بول، ممثل أمريكي.
- 1958 - عبد الله السدحان، ممثل سعودي.
- 1964 -
  - روني كولمان، لاعب كمال أجسام أمريكي.
  - ستيفن كولبير، ممثل ومخرج أمريكي.
- 1966 - علي السميري، ممثل كويتي.
- 1969 - عصام كاريكا، مغني مصري.
- 1976 - مارك ديلاني، لاعب كرة قدم ويلزي.
- 1977 - سامانثا مورتن، ممثلة إنجليزية.
- 1979 - كارل فيليب، دوق فارملاند وابن ملك السويد كارل السادس عشر غوستاف.
- 1981 - مساعد عبد الله، لاعب كرة قدم كويتي.
- 1983 - يحيى توريه، لاعب كرة قدم إيفواري.
- 1984 - أحمد عجب، لاعب كرة قدم كويتي.
- 1986 - روبرت باتينسون، ممثل إنجليزي.
- 1987 - هنتر باريش، ممثل أمريكي.

## وفيات
- 1573 - تاكيدا شين-غن، عسكري ياباني.
- 1801 - محمد بن عبد الله الفيروز، عالم مسلم وفقيه حنبلي أحسائي.
- 1826 - كريستيان كرامب، رياضياتي فرنسي.
- 1878 - جوزيف هنري، عالم فيزياء أمريكي.
- 1930 - فريتيوف نانسين، مستكشف نرويجي حاصل على جائزة نوبل للسلام عام 1922.
- 1938 - شارل إدوار غيوم، عالم فيزياء سويسري حاصل على جائزة نوبل في الفيزياء عام 1920.
- 1961 - غاري كوبر، ممثل أمريكي.
- 1987 - فايز الفقيه، صحفي وأستاذ جامعي وسياسي لبناني.
- 1999 - عبد العزيز بن باز، مفتي عام المملكة العربية السعودية.
- 2002 - فاليري لوبانوفسكي، لاعب ومدرب كرة قدم أوكراني.
- 2008 - سعد العبد الله السالم الصباح، أمير دولة الكويت الرابع عشر.
- 2014 -
  - مالك بن جلول مخرج وكاتب سيناريو سويدي من أصل جزائري فائز بجائزة أوسكار.
  - محمد باقر الموسوي الشيرازي، مرجع دين شيعي إيراني.
- 2016 - مصطفى بدر الدين، قيادي في حزب الله اللبناني.
- 2020 - رياض عصمت، قاص ومؤلف وناقد ومخرج مسرحي سوري.
- 2022 - خليفة بن زايد آل نهيان، ثاني رؤساء دولة الإمارات العربية المتحدة.
- 2025 - خوزيه موخيكا، رئيس الأوروغواي الأربعون.

## أعياد ومناسبات
- عيد السيدة فاطمة.

## وصلات خارجية
- وكالة الأنباء القطريَّة: حدث في مثل هذا اليوم.
- النيويورك تايمز: حدث في مثل هذا اليوم.
- BBC: حدث في مثل هذا اليوم.